# Eupogonius comus
Eupogonius comus là một loài bọ cánh cứng trong họ Cerambycidae.